# Afrotyphlops liberiensis
Afrotyphlops liberiensis — вид змій родини сліпунів (Typhlopidae). Мешкає в Західній Африці.

## Поширення і екологія
Afrotyphlops liberiensis мешкають в південній Гвінеї, Сьєрра-Леоне, Ліберії, Кот-д'Івуарі та південно-західній Гані. Вони живуть у вологих тропічних лісах, трапляються у вторинних лісах та в галерейних лісах в саванах.